# Remi Schrijnen
Remi Schrijnen (ur. 24 grudnia 1921 w Kumtich w Belgii, zm. 27 lipca 2006 w Hagen w Niemczech) – flamandzki działacz nacjonalistyczny, podoficer Ochotniczego Legionu Flamandzkiego podczas II wojny światowej
W latach 30. był zaangażowany w działalność flamandzkich nacjonalistów. Wstąpił do Flamandzkiego Związku Narodowego (VNV). Brał udział w bójkach ulicznych z członkami Verdinaso. W okresie okupacji niemieckiej wstąpił 4 października 1942 r. do Ochotniczego Legionu Flamandzkiego. Koledzy nazwali go „Strumpf-Deutscher”. Służył w pododdziale przeciwpancernym jako kanonier działa ppanc. 75 mm. Wykazał dużą odwagę podczas ciężkich walk pod Leningradem w lutym 1943 r. Został awansowany na Unterscharführera der Waffen-SS. Z kolei w czasie bitwy pod Narwą w marcu 1944 r. zniszczył osobiście 7 sowieckich czołgów T-34 i IS-2; był ranny. Przewieziono go do Świnoujścia, a następnie Berlina. Został tam odznaczony jako jedyny Flamand Krzyżem Rycerskim Żelaznego Krzyża. Dostał też telegram gratulacyjny od przywódcy VNV Hendrika Eliasa. Po zakończeniu wojny powrócił do Belgii, gdzie został aresztowany i po procesie skazany na karę śmierci, zamienioną na długoletnie więzienie. W 1950 r. został jednak zwolniony. Brał udział w tzw. marszach amnescyjnych, których uczestnicy żądali zwolnienia z więzień kolaborantów walczących na froncie wschodnim. Po jednym z takich marszów w 1953 r. ponownie go aresztowano i skazano na karę prawie 2 lat więzienia. W 1962 r. zamieszkał w RFN i uzyskał niemieckie obywatelstwo. Flamandzcy neofaszyści nadali mu tytuł „Ostatniego Króla Flamandów”. Zmarł w 2006 r.